# Sárgatönkű áldücskőgomba
A sárgatönkű áldücskőgomba (Panellus serotinus) a kígyógombafélék családjába tartozó, Eurázsiában és Észak-Amerikában elterjedt, lombos fák elhalt törzsén élő, ehető gombafaj. 

## Megjelenése
A sárgatönkű áldücskőgomba kalapja 4-12 cm széles, kagyló vagy lapát alakú. Színe fiatalon általában sötét olívzöld, később olív-, okker-, húsbarnás vagy sárgásokker lesz. Felszíne nedvesen tapadós, sima, bőre alatt kocsonyás réteggel.
Húsa kemény, gumiszerű; színe fehér, sérülésre nem változik. Szaga és íze nem jellegzetes. 
Sűrű lemezei tönkre lefutók vagy ha nincs tönk, az aljzathoz való kapcsolódásból ágaznak szét. A féllemezek gyakoriak. Színük halványsárgás vagy -narancsos, élük idővel barnul. 
Tönkje nincs vagy nagyon rövid excentrikus áltönk. Színe élénksárga vagy okkeres. Felülete finoman pikkelyes.
Spórapora fehér. Spórája hengeres vagy kolbász alakú, felszíne sima, mérete 5-6 x 1-1,5 µm, csírapórusa nincs.

### Hasonló fajok
A kései laskagombával lehet összetéveszteni.

## Elterjedése és termőhelye
Eurázsiában és Észak-Amerikában honos. Magyarországon nem gyakori.
Lombos fák elhalt törzsén nő, amely még nem korhadt szét és rajta van a kéreg. Szeptembertől decemberig terem. 
Ehető, de nem túl ízletes, rágós gomba. Japánban nagyra értékelik, termesztik is, ottani neve mukitake.     

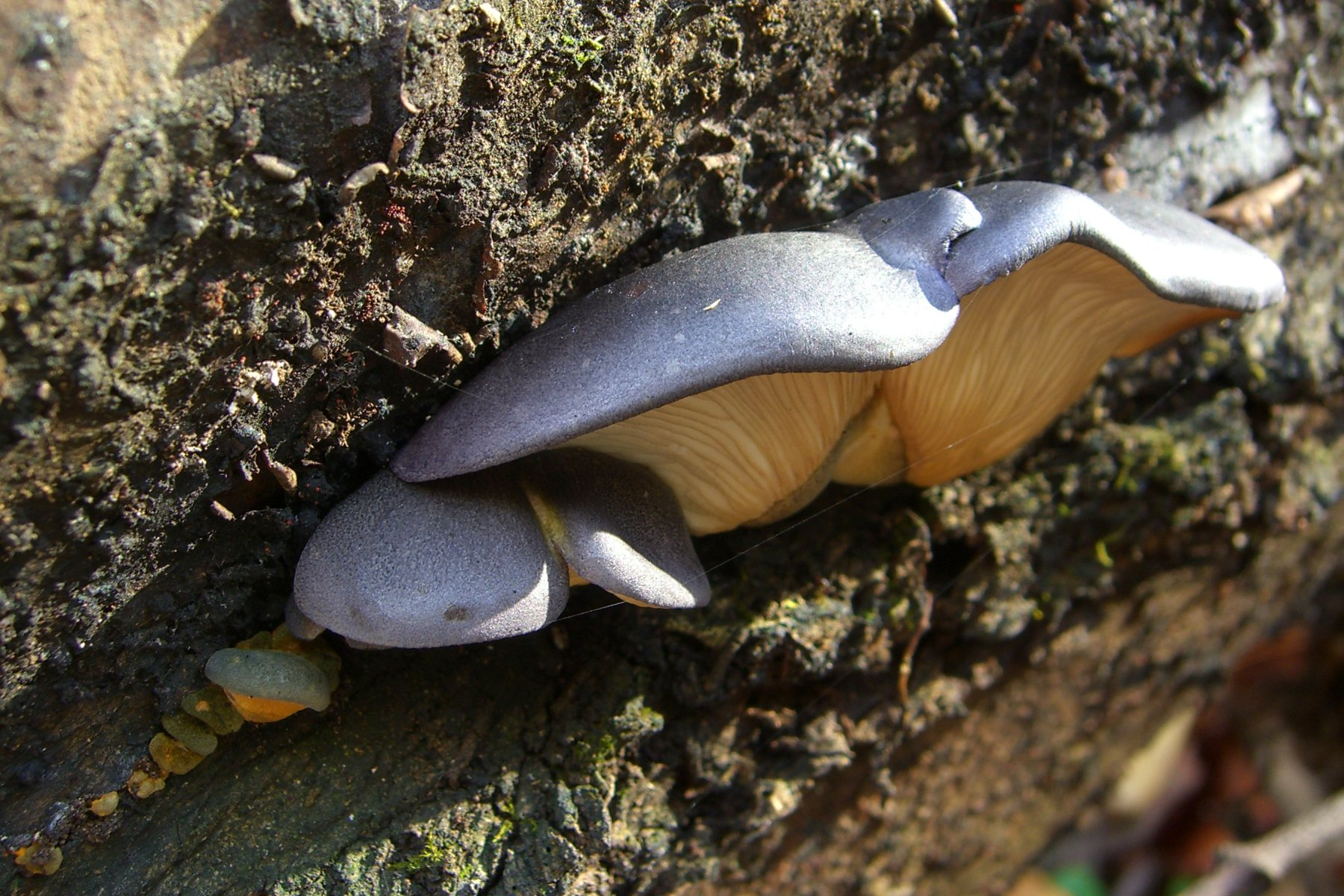
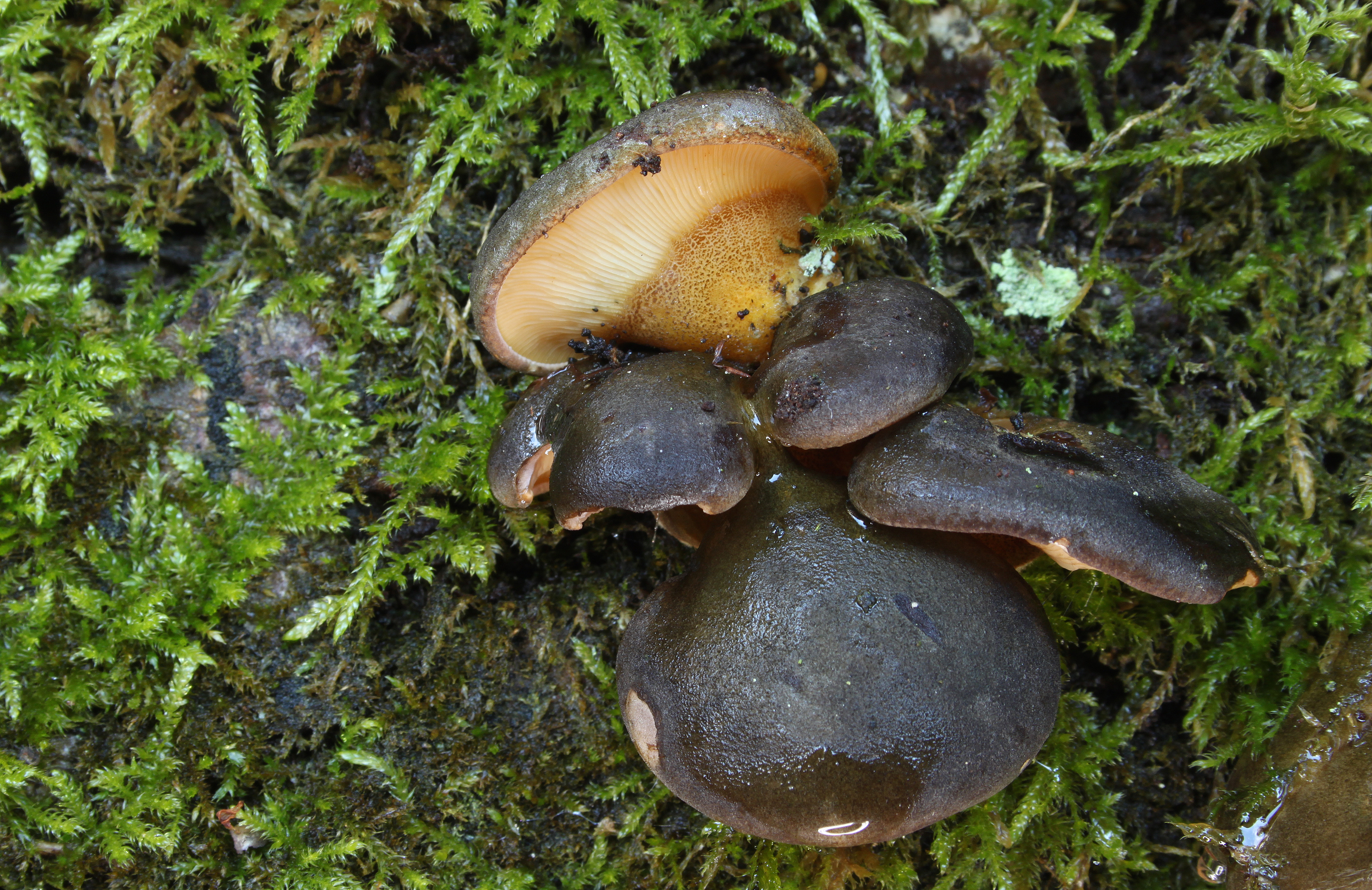
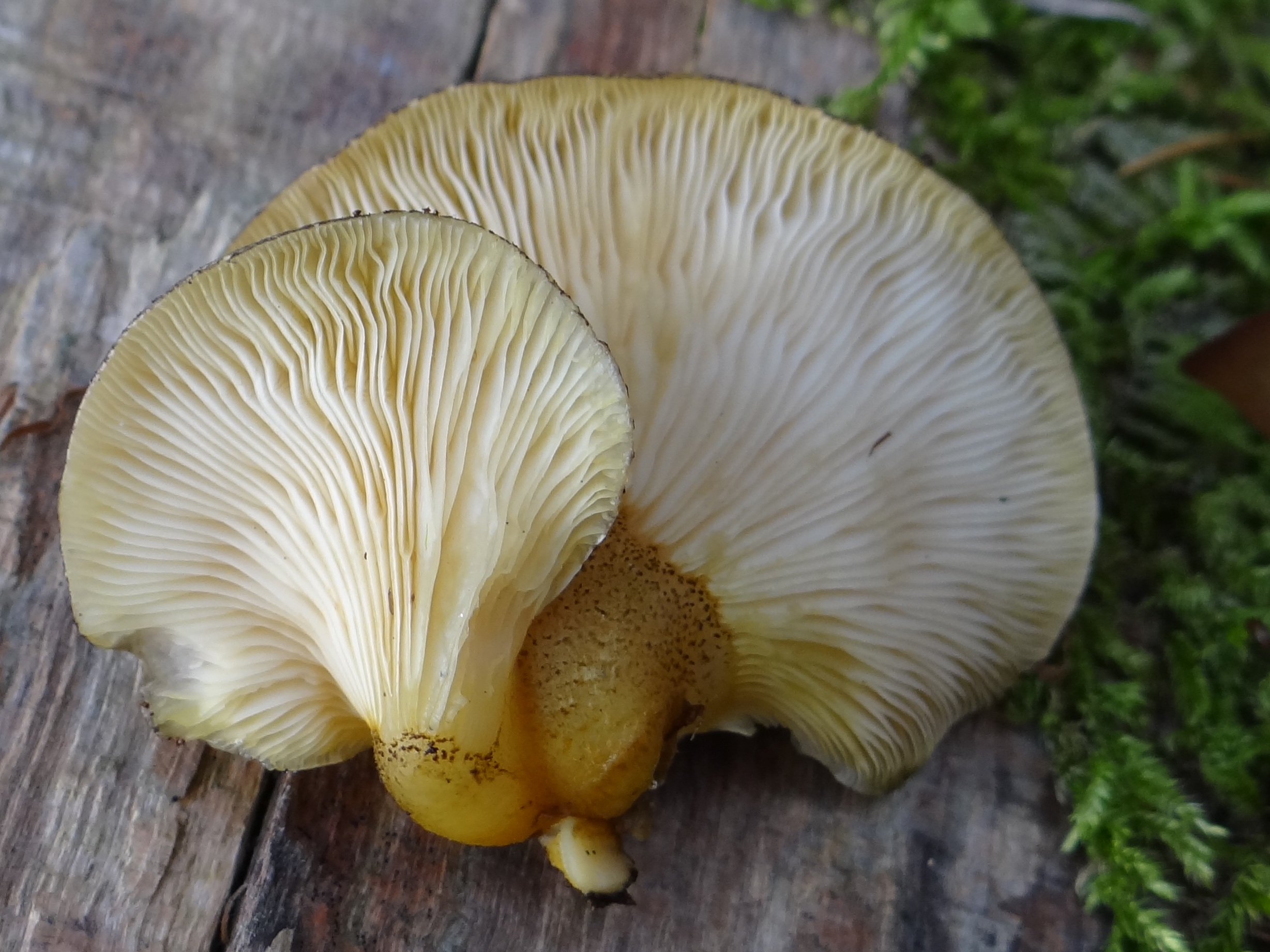
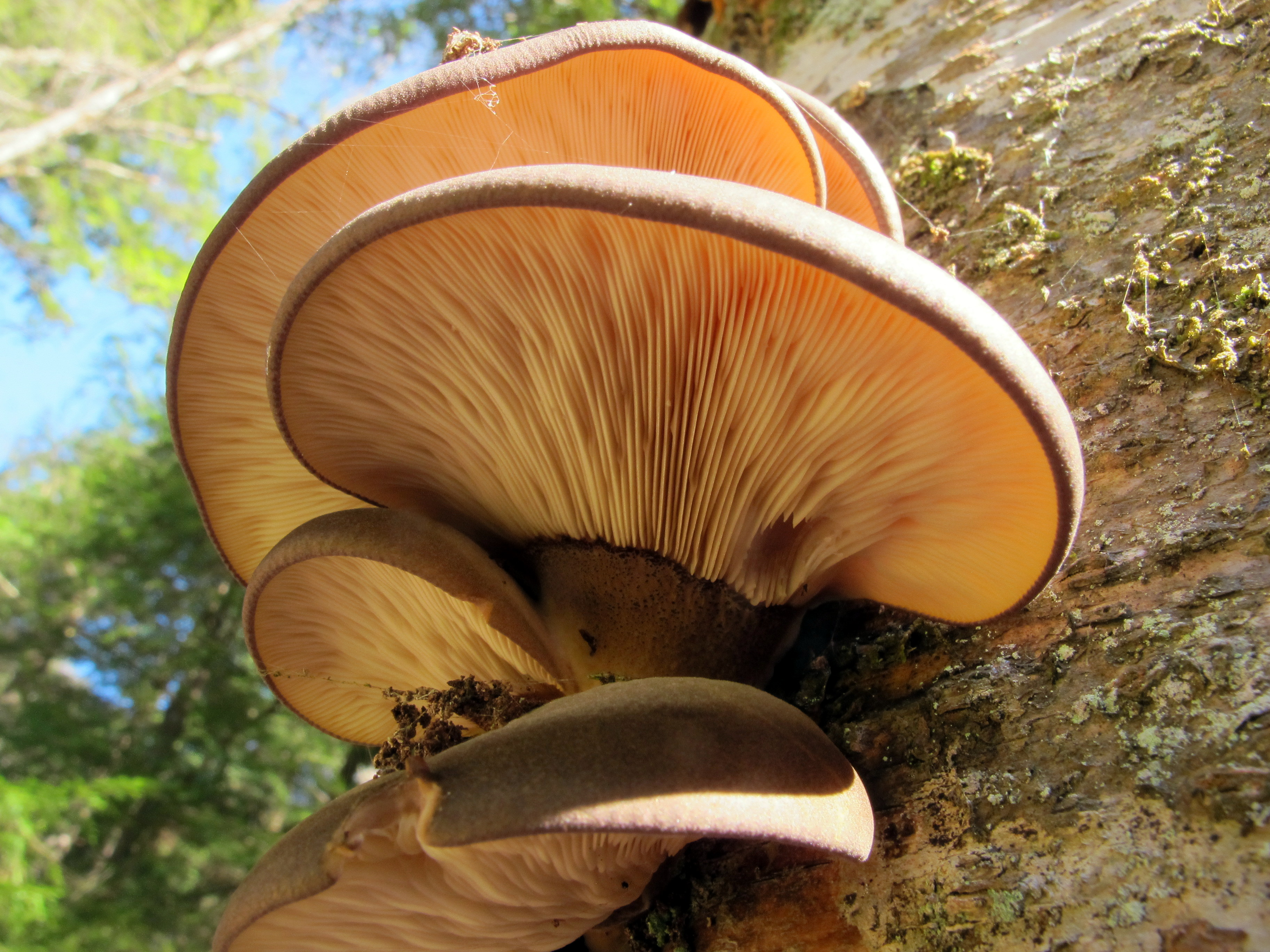
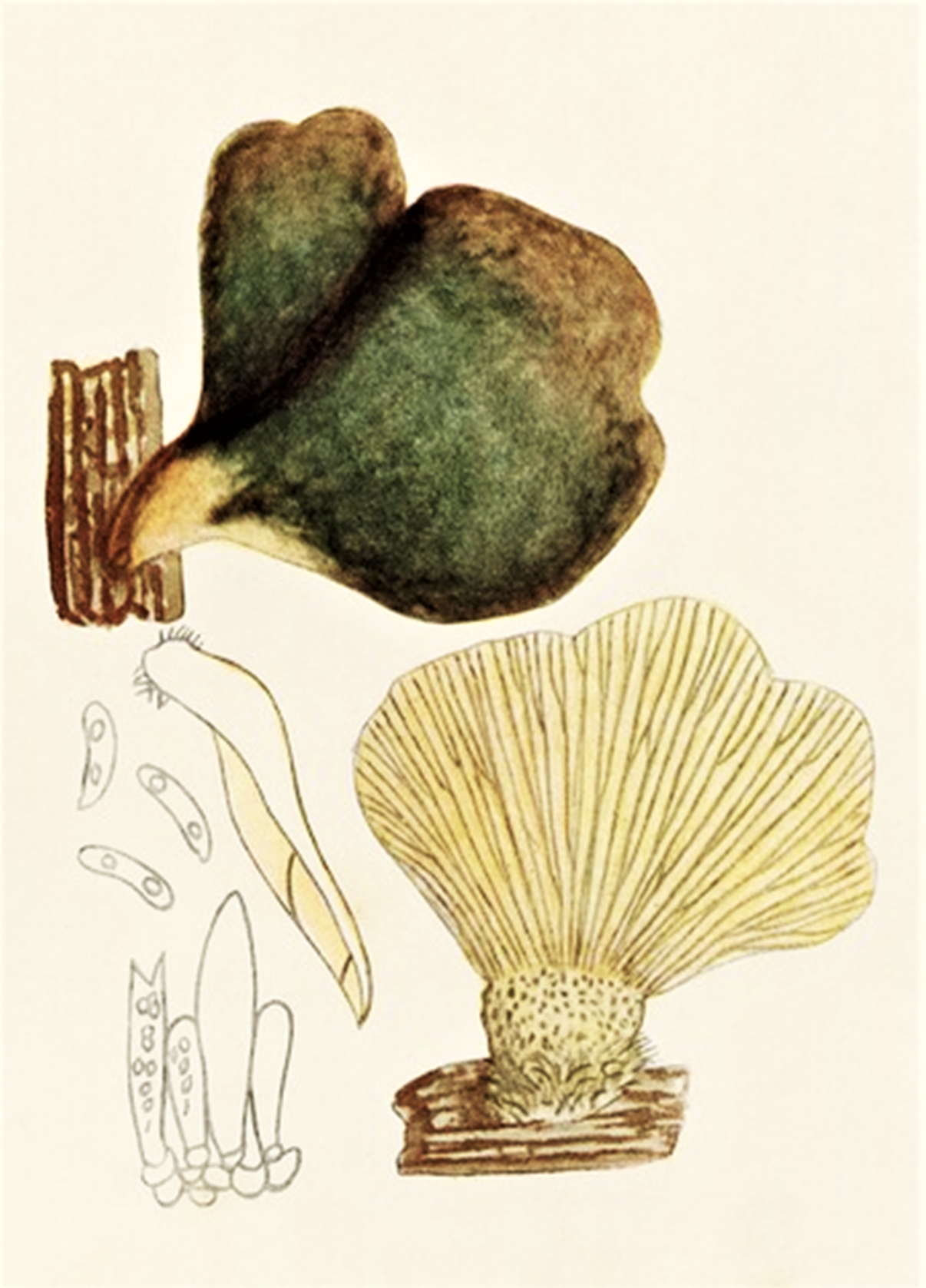